# Roy Emerson
Roy Stanley Emerson (Blackbutt, 3 novembre 1936) è un ex tennista australiano.
Negli anni sessanta è stato nº 1 del mondo sia in singolare che in doppio, secondo le classifiche stilate all'epoca, e ha vinto 12 titoli del Grande Slam in singolare e 16 in doppio, oltre ad essere l'unico tennista che ha vinto tutti e quattro i tornei in entrambe le specialità. I suoi 28 titoli complessivi rappresentano un record in campo maschile. Assieme a Rod Laver e Rafael Nadal è uno dei solo tre tennisti capaci di aggiudicarsi almeno due volte tutti i Major in singolare. Solo Novak Đoković ci è riuscito tre volte.
Con l'Australia si è aggiudicato per 8 volte la Coppa Davis. Prima dell'era Open, molti dei grandi tennisti suoi contemporanei passarono al professionismo, Emerson rimase amatore e firmò il suo primo contratto da professionista nel 1968, anno in cui ebbe inizio l'era Open.

## Biografia
Emerson nacque in una tenuta nella cittadina di campagna di Blackbutt, nel Queensland. Quando emerse il suo talento di tennista la famiglia si spostò a Brisbane, dove poté avere migliori tennisti con cui giocare e migliori allenatori. Studiò nella Brisbane Grammar School e nella Ipswich Grammar School.
In seguito Emerson si trasferì a vivere a Newport Beach, in California, e comprò una casa a Gstaad dove passare le estati. Anche il figlio Anthony è stato un tennista, fu inserito tra gli All-American quando giocava nei tornei di College statunitensi per la University of Southern California e fece alcune apparizioni nel circuito professionistico. Roy e Anthony vinsero nel 1978 il titolo al torneo United States Hard Court Father-and-Son.

## Carriera
Vinse il suo primo torneo del Grande Slam in doppio nel 1959 a Wimbledon in coppia con Neale Fraser. Quello stesso anno fece il suo esordio nella squadra australiana di Coppa Davis, aggiudicandosi per la prima volta il prestigioso trofeo, ed entrò per la prima volta nella top 10 della classifica mondiale, restandovi ininterrottamente anche nelle 8 stagioni successive. Nel 1961 ottenne la prima vittoria in un Grande Slam in singolare agli Australian Open, battendo in finale il connazionale Rod Laver in quattro set. Nella stessa stagione vinse il secondo Grande Slam in singolare battendo nuovamente Laver agli US Open e fu inserito al primo posto del ranking mondiale sulla rivista specializzata World Tennis.
Dal 1963 al 1967 vinse 5 Australian Open consecutivi in singolare raggiungendo con quella del 1961 6 affermazioni complessive in terra d'Australia, record in campo maschile che Novak Đoković eguagliò nel 2016 e superò nel 2019. Il 1963 vide anche il suo primo trionfo al Roland Garros, dove batté in finale Pierre Darmon.
Il primo successo in singolare a Wimbledon avvenne nel 1964, con la vittoria in finale su Fred Stolle. Sempre nel 1964 vinse 55 incontri consecutivi – impresa riuscita in precedenza solo a Don Budge, che ne aveva vinti 92 di fila tra il 1937 e 1938 – chiudendo l'anno con un bilancio di 109 vittorie e 6 sconfitte. Quella stagione vinse 3 dei 4 titoli del Grande Slam, fallendo solo al Roland Garros, dove vinse il torneo di doppio.
Fu di nuovo il numero 1 al mondo tra i giocatori amatoriali nel 1964 e 1965 secondo Lance Tingay di The Daily Telegraph e nel 1967 secondo Rex Bellamy. In quegli anni vi erano comunque grandi giocatori tra i professionisti quali Laver e Ken Rosewall. Nel 1965 riuscì a difendere il titolo a Wimbledon, ma lo perse nel 1966, nonostante fosse il favorito, uscendo al quarto turno, poiché durante l'incontro scivolò e andò a sbattere contro la sedia dell'arbitro infortunandosi alla spalla; riuscì comunque a finire il match e fu sconfitto.
L'ultimo titolo in un singolare del Grande Slam fu nel 1967 a Parigi, l'anno prima dell'avvento dell'Era Open. I suoi 12 Slam in singolare furono un record imbattuto fino al 2000, quando fu sopravanzato da Pete Sampras. L'ultima finale Slam in doppio di Emerson fu nel 1971 a Wimbledon, in coppia con Laver. Vinse i suoi 16 titoli dello Slam in doppio con 5 partner diversi; nel periodo 1960-1965 ne vinse 6 consecutivi agli Open di Francia.
Con la squadra australiana vinse per otto volte la Coppa Davis tra il 1959 e 1967 ed è il giocatore ad aver vinto più volte questo trofeo. Chiuse la carriera in Davis nel 1967 con un bilancio record di 21 vittorie e 2 sconfitte in singolare e 13 vittorie e 2 sconfitte in doppio.

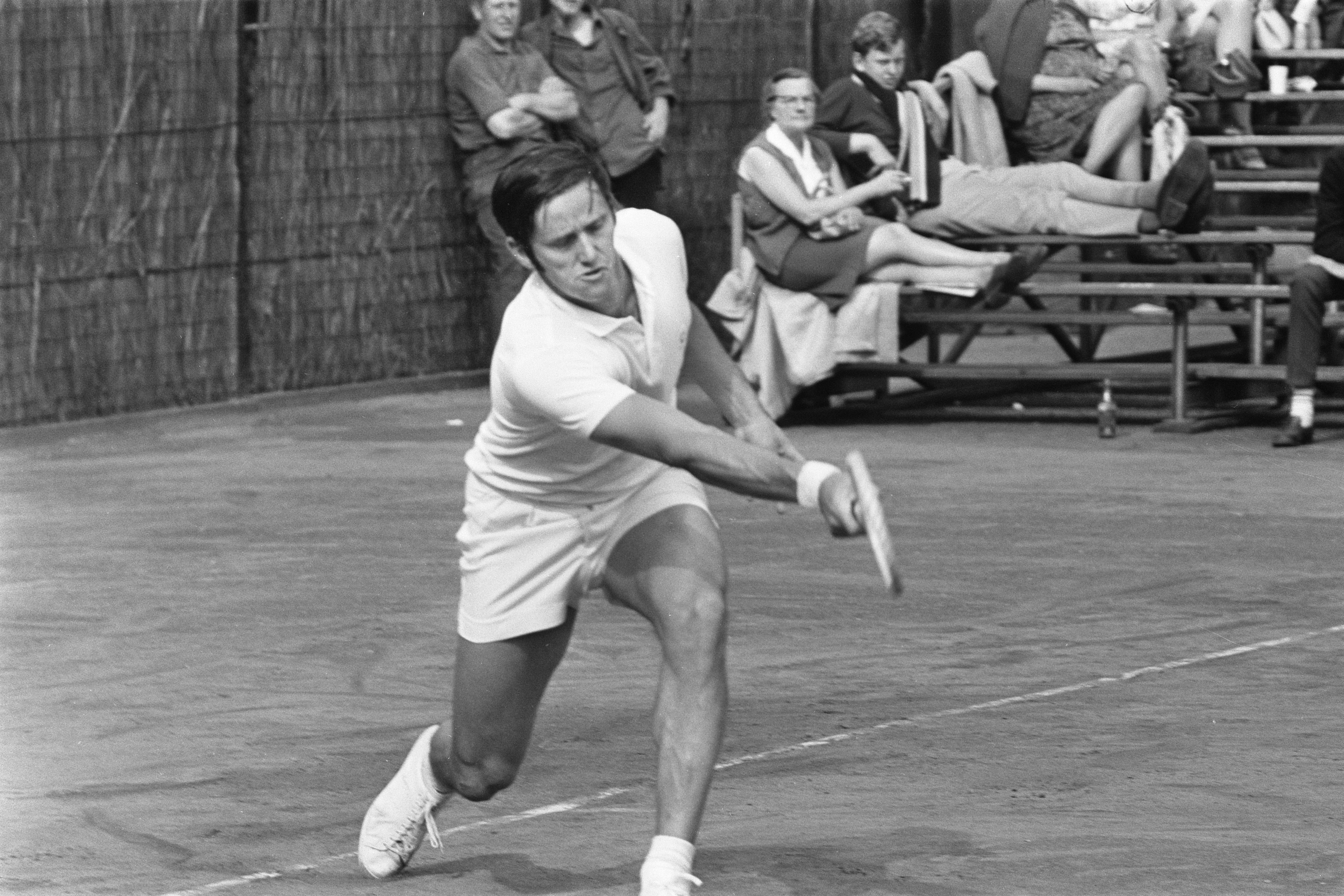
Roy Emerson in azione nel 1969

I 12 titoli in singolare e i 16 in doppio lo rendono il giocatore più vincente nella storia del Grande Slam. Tutti i titoli degli Slam in singolare furono vinti a livello amatoriale, in un periodo in cui molti dei migliori giocatori erano passati al professionismo e non erano quindi ammessi ai tornei del Grande Slam. Kramer, candidato lui stesso al titolo di miglior tennista di tutti i tempi, non considerò Emerson degno di essere incluso nella sua lista dei migliori 21 giocatori di tennis fino al 1979. Nel 1968 Emerson partecipò come campione in carica al Roland Garros dove uscì ai quarti di finale per opera di Pacho Gonzales, che fu il più forte tennista professionista per buona parte degli anni '50, ma aveva ormai quasi 40 anni all'inizio dell'era Open. Di 8 anni più giovane, Emerson non riuscì quasi mai ad avere la meglio su Pacho Gonzales nella dozzina di incontri in cui si affrontarono, ma nel 1970, al Champions Classic di Miami, lo batté con un sonoro 6-2, 6-3, 6-2.
Nel 1973 disputò le ultime 4 finali in singolare, quando era ancora nella top 20, e a settembre vinse il suo 105º e ultimo titolo di specialità in carriera ai Pacific Coast Championships di Alamo, dove riuscì a battere Roscoe Tanner, Arthur Ashe, e Björn Borg negli ultimi 3 incontri del torneo e si impose anche in doppio. Nel 1974 disputò solo 5 tornei, nel 1975 giocò più spesso e vinse l'ultimo titolo in doppio al Denver Open in coppia con Laver. Nel 1976 e nel 1977 prese parte solo a qualche raro torneo e giocò il suo ultimo incontro in singolare nel circuito Grand Prix a Laguna Niguel nel settembre 1977. Nel 1978 fu giocatore-allenatore dei Boston Lobsters nel circuito World TeamTennis.
Nel 1979 tornò a giocare nel circuito maggiore per disputare solo tre tornei di doppio, prese parte agli US Open in coppia con Fred Stolle raggiunsero la semifinale e persero nel set decisivo contro Robert Lutz / Stan Smith.  Tornò nel circuito maggiore nel 1983 per dare addio al tennis in singolare al torneo di Gstaad, in Svizzera, e l'anno successivo disputò l'ultimo incontro in carriera nel torneo di doppio all'ATP Cleveland 1984.
Nel 1982 divenne membro dell'International Tennis Hall of Fame.

## Caratteristiche tecniche
Giocatore destrorso alto 1,83 m, il suo soprannome era Emmo. Era famoso per i suoi duri allenamenti ed era sempre pronto ad affrontare lunghi ed estenuanti incontri, grazie alle sue doti atletiche. Era abile soprattutto nel "serve-and-volley", ma sapeva adattarsi anche ai campi "lenti", il che gli permise di affermarsi su tutte le superfici.
Jack Kramer, grande tennista e organizzatore di molti tornei, nella sua autobiografia del 1979 scrisse: "Emerson era il miglior giocatore di doppio della storia del tennis moderno, e probabilmente il miglior giocatore di dritto di tutti i tempi. Era così veloce che riusciva a coprire tutti gli spazi. (...) Gene Mako e John Van Ryn ogni tanto riuscivano a fare qualcosa di simile, ma non così spesso e così bene come Emerson".

## Statistiche

### Tornei del Grande Slam

#### Singolare

##### Vittorie (12)
| Anno | Torneo                   | Superficie  | Avversario in Finale | Punteggio               |
| 1961 | Australian Championships | Erba        | Rod Laver            | 1-6, 6-3, 7-5, 6-4      |
| 1961 | US Championships         | Erba        | Rod Laver            | 7-5, 6-3, 6-2           |
| 1963 | Australian Championships | Erba        | Ken Fletcher         | 6-3, 6-3, 6-1           |
| 1963 | Roland Garros            | Terra rossa | Pierre Darmon        | 3-6, 6-1, 6-4, 6-4      |
| 1964 | Australian Championships | Erba        | Fred Stolle          | 6-3, 6-4, 6-2           |
| 1964 | Wimbledon                | Erba        | Fred Stolle          | 6-4, 12-10, 4-6, 6-3    |
| 1964 | US Championships         | Erba        | Fred Stolle          | 6-2, 6-2, 6-4           |
| 1965 | Australian Championships | Erba        | Fred Stolle          | 7-9, 2-6, 6-4, 7-5, 6-1 |
| 1965 | Wimbledon                | Erba        | Fred Stolle          | 6-2, 6-4, 6-4           |
| 1966 | Australian Championships | Erba        | Arthur Ashe          | 6-4, 6-8, 6-2, 6-3      |
| 1967 | Australian Championships | Erba        | Arthur Ashe          | 6-4, 6-1, 6-1           |
| 1967 | Roland Garros            | Terra rossa | Tony Roche           | 6-1, 6-4, 2-6, 6-2      |

##### Finali perse (3)
| Anno | Torneo                   | Superficie  | Avversario in Finale | Punteggio               |
| 1962 | Australian Championships | Erba        | Rod Laver            | 8-6, 0-6, 6-4, 6-4      |
| 1962 | Roland Garros            | Terra rossa | Rod Laver            | 3-6, 2-6, 6-3, 9-7, 6-2 |
| 1962 | US Championships         | Erba        | Rod Laver            | 6-2, 6-4, 5-7, 6-4      |

#### Doppio

##### Vittorie (16)
| Anno         | Torneo                   | Superficie  | Compagno       | Avversari in Finale              | Punteggio                   |
| 1959         | Wimbledon                | Erba        | Neale Fraser   | Rod Laver Robert Mark            | 8-6, 6-3, 14-16, 9-7        |
| 1959         | US Championships         | Erba        | Neale Fraser   | Earl Buchholz Alex Olmedo        | 3-6, 6-3, 5-7, 6-4, 7-5     |
| 1960         | Roland Garros            | Terra rossa | Neale Fraser   | José Luis Arilla Andrés Gimeno   | 6-2, 8-10, 7-5, 6-4         |
| 1960         | US Championships         | Erba        | Neale Fraser   | Rod Laver Robert Mark            | 9-7, 6-2, 6-4               |
| 1961         | Roland Garros            | Terra rossa | Rod Laver      | Robert Howe Robert Mark          | 3-6, 6-1, 6-1, 6-4          |
| 1961         | Wimbledon                | Erba        | Neale Fraser   | Bob Hewitt Fred Stolle           | 6-4, 6-8, 6-4, 6-8, 8-6     |
| 1962         | Australian Championships | Erba        | Neale Fraser   | Bob Hewitt Fred Stolle           | 4-6, 4-6, 6-1, 6-4, 11-9    |
| 1962         | Roland Garros            | Terra rossa | Neale Fraser   | Wilhelm Bungert Christian Kuhnke | 6-3, 6-4, 7-5               |
| 1963         | Roland Garros            | Terra rossa | Manolo Santana | Gordon Forbes Abe Segal          | 6-2, 6-4, 6-4               |
| 1964         | Roland Garros            | Terra rossa | Ken Fletcher   | John Newcombe Tony Roche         | 7-5, 6-3, 3-6, 7-5          |
| 1965         | Roland Garros            | Terra rossa | Fred Stolle    | Ken Fletcher Bob Hewitt          | 6-8, 6-3, 8-6, 6-2          |
| 1965         | US Championships         | Erba        | Fred Stolle    | Frank Froehling Charles Pasarell | 6-4, 10-12, 7-5, 6-3        |
| 1966         | Australian Championships | Erba        | Fred Stolle    | John Newcombe Tony Roche         | 7-9, 6-3, 6-8, 14-12, 12-10 |
| 1966         | US Championships         | Erba        | Fred Stolle    | Clark Graebner Dennis Ralston    | 6-4, 6-4, 6-4               |
| ↓ Era Open ↓ |                          |             |                |                                  |                             |
| 1969         | Australian Open          | Erba        | Rod Laver      | Ken Rosewall Fred Stolle         | 6-4, 6-4                    |
| 1971         | Wimbledon                | Erba        | Rod Laver      | Arthur Ashe Dennis Ralston       | 4-6, 9-7, 6-8, 6-4, 6-4     |

##### Finali perse (12)
| Anno         | Torneo                   | Superficie  | Compagno       | Avversari in Finale               | Punteggio                 |
| 1958         | Australian Championships | Erba        | Bob Mark       | Ashley Cooper Neale Fraser        | 5-7, 8-6, 6-3, 3-6, 5-7   |
| 1959         | Roland Garros            | Terra rossa | Neale Fraser   | Nicola Pietrangeli Orlando Sirola | 3-6, 2-6, 12-14           |
| 1960         | Australian Championships | Erba        | Neale Fraser   | Rod Laver Robert Mark             | 6-1, 2-6, 4-6, 4-6        |
| 1961         | Australian Championships | Erba        | Marty Mulligan | Rod Laver Robert Mark             | 3-6, 5-7, 6-3, 11-9, 2-6  |
| 1964         | Australian Championships | Erba        | Ken Fletcher   | Bob Hewitt Fred Stolle            | 4-6, 5-7, 6-3, 6-4, 12-14 |
| 1964         | Wimbledon                | Erba        | Ken Fletcher   | Bob Hewitt Fred Stolle            | 5-7, 9-11, 4-6            |
| 1965         | Australian Championships | Erba        | Fred Stolle    | John Newcombe Tony Roche          | 6-3, 6-4, 11-13, 3-6, 4-6 |
| 1967         | Roland Garros            | Terra rossa | Ken Fletcher   | John Newcombe Tony Roche          | 3-6, 7-9, 10-12           |
| 1967         | Wimbledon                | Erba        | Ken Fletcher   | Bob Hewitt Frew McMillan          | 2-6, 3-6, 4-6             |
| ↓ Era Open ↓ |                          |             |                |                                   |                           |
| 1968         | Roland Garros            | Terra rossa | Rod Laver      | Ken Rosewall Fred Stolle          | 3-6, 4-6, 3-6             |
| 1969         | Roland Garros            | Terra rossa | Rod Laver      | John Newcombe Tony Roche          | 6-4, 1-6, 6-3, 4-6, 4-6   |
| 1970         | US Open                  | Erba        | Rod Laver      | Pierre Barthès Nikola Pilić       | 3-6, 6-7, 6-4, 6-7        |

#### Doppio misto

##### Finali perse (2)
| Anno | Torneo                   | Superficie  | Compagna          | Avversari in Finale        | Punteggio     |
| 1956 | Australian Championships | Erba        | Mary Bevis Hawton | Beryl Penrose Neale Fraser | 2-6, 4-6      |
| 1960 | Roland Garros            | Terra rossa | Ann Haydon-Jones  | Maria Bueno Robert Howe    | 6-1, 1-6, 2-6 |